# فرهنگ واژه‌های فارسی سره
فرهنگ واژه‌های فارسی سره کتابی است که در آن به معرفی واژه‌های فارسی‌ای که در گذشته به‌طور متداول در ادبیات نوشتاری و در فرهنگ‌های قدیم فارسی استفاده می‌شده ولی به‌تدریج جای خود را به واژه‌های عربی داده‌اند، پرداخته‌است. این واژه‌ها کاربرد کمتری در زبان گفتاری و نوشتاری پیدا کرده‌اند. در این کتاب هدف واژه‌سازی نیست، بلکه منظور شناساندن واژه‌هایی است که به‌مرور فراموش شده یا کاربرد خود را از دست داده‌اند و کاربرد کمتری در زبان گفتاری و نوشتاری دارند.
این کتاب برای اولین بار تحت عنوان فرهنگ عربی در فارسی در سال ۱۳۶۶ منتشر شد، ولی این نام گویای مضمون و هدف کتاب نبود، ازاین‌رو در چاپ‌های بعدی نام کنونی جایگزین آن شد. این کتاب توسط فریده رازی گردآوری شده‌است.

## انتقادات
معین‌الدین آل‌تقی در نشریهٔ رشد معلم از این کتاب به‌سبب بی‌کاربرد بودن بسیاری از واژگان عربی این فرهنگ در فارسی امروز، ریشهٔ عربی نداشتنِ بسیاری دیگر از واژگان (معرب واژگان عربی، سریانی، یونانی، فارسی و... هستند)، تفاوت معنایی زیاد برابرهای یک واژه، التباس میان برابرهای واژگان مختلف و سره نبودن برابرها انتقاد کرده‌است.